# Metamicroptera rotundata
Metamicroptera rotundata är en fjärilsart som beskrevs av Gustaaf Hulstaert 1923. Metamicroptera rotundata ingår i släktet Metamicroptera och familjen björnspinnare. Inga underarter finns listade i Catalogue of Life.